# Rada Savič
Rada Savič, slovenska kegljavka, * 15. marec 1987.
Igra pri kegljaškem klubu Celju. Leta 2006 je v posamičnem finalu Svetovnega prvenstva v kegljanju s 667 podrtimi keglji dosegla svetovni rekord in obenem tudi naslov svetovne prvakinje. Bila je del ekipe Kegljaškega kluba Celje. Savič je tudi dobitnica Bloudkove plakete.